# Heinrich Bolau
Cornelius Karl Heinrich Bolau (* 17. September 1836 in Hamburg; † 25. Mai 1920 ebenda) war ein deutscher Zoologe und Zoodirektor in Hamburg.

## Leben
Heinrich Bolau wurde am 17. September 1836 in Hamburg als Sohn eines Kupferschmieds geboren. Er studierte in Gießen, Heidelberg, München sowie Berlin und promovierte 1866 in Göttingen mit einem „Beitrag zur Kenntnis der Amphibienhaut“ zum Dr. phil. Nach vorangegangener Tätigkeit als Lehrer am Realgymnasium des Johanneums wurde Bolau zum 14. Oktober 1875 Direktor des Zoologischen Gartens Hamburg. Zum 1. Mai 1909 ließ er sich in den Ruhestand versetzen. Sein 1871 geborener Sohn Hermann Bolau wurde ebenfalls Zoologe und später Direktor des Zoologischen Gartens Düsseldorf. Bolau war zeitweilig auch Vorsitzender der Verwaltungskommission des Naturhistorischen Museums. Bolau engagierte sich auch im „Naturwissenschaftlichen Verein zu Hamburg“ und war mehrfach dessen Vorsitzender. 1891 wurde Heinrich Bolau zum Mitglied der Leopoldina berufen. Er starb am 25. Mai 1920 in Hamburg.

## Werke
- Die geographische Verbreitung der wichtigsten Wale des Stillen Ozeans (1895)